# Jake Borelli
Jake Borelli (Columbus, Ohio, 13 de maio de 1991) é um ator americano. Ele é mais conhecido por seus papéis como Wolfgang na série de comédia The Thundermans (2015–2018) da Nickelodeon e Dr. Levi Schmitt na série de medicina Grey's Anatomy (2017–presente) da ABC.

## Início da vida
Borelli nasceu em Columbus, Ohio para Linda Borelli e Mike Borelli. Ele tem dois irmãos mais velhos, Ben e Zack. Ele gosta de pintura, arte e considerou frequentar a escola de arte quando ganhou uma competição nacional de arte durante seu último ano do ensino médio. Em 2009, ele se formou na Upper Arlington High School e foi aceito na Universidade da Califórnia, em Los Angeles e na Universidade Estadual de Ohio, mas decidiu se mudar para Los Angeles para continuar atuando. Enquanto em Columbus, Borelli também se apresentou em mais de uma dúzia de shows com o Teatro Infantil de Columbus, que incluiu papéis em Cheaper by the Dozen, The Lion, The Witch and The Wardrobe, Wiley and the Hairy Man e Holes.

## Vida pessoal
Borelli é abertamente gay, tendo publicamente aparecido no Instagram em novembro de 2018, momentos após a exibição do 6º episódio da 15ª temporada de Grey's Anatomy, onde seu personagem Dr. Levi Schmitt saiu do armário.

## Carreira
Ao mudar-se para Los Angeles, Borelli rapidamente conseguiu papéis de apoio em programas de televisão como iCarly, Parenthood, NCIS: Los Angeles, True Jackson, VP, Greek e Suburgatory. Ele também apareceu em vários curtas-metragens.
Em 2017, ele conseguiu um papel no filme de comédia da Netflix, Reality High. Naquele mesmo ano foi anunciado que Borelli estaria interpretando o estagiário Dr. Levi Schmitt em Grey's Anatomy.
Em 10 de maio de 2019, com o anúncio da renovação da 16ª Temporada, foi informado que Jake Borelli havia sido promovido a regular da série.

## Filmografia

### Filme
| Ano  | Título                | Papel         | Nota           |
| ---- | --------------------- | ------------- | -------------- |
| 2011 | Elf Employment        | Harlan        | Longa-metragem |
| 2012 | Nesting               | Josh          |                |
| 2015 | Meanamorphosis        | Bryce         | Longa-metragem |
| 2017 | Reality High          | Freddie Myers |                |
| 2017 | In Searching          | Jon           |                |
| 2019 | A Cohort of Guests    | Intruso       | Longa-metragem |
| 2020 | The Thing About Harry | Sam           |                |

### Televisão
| Ano           | Título                             | Papel             | Nota                                                    |
| ------------- | ---------------------------------- | ----------------- | ------------------------------------------------------- |
| 2009          | Psych: Flashback to the Teen Years | Shawn adolescente | Papel principal; 3 episódios                            |
| 2010          | iCarly                             | Roy               | Episódio: "iSpace Out"                                  |
| 2010          | The Forgotten                      | Cara da escola    | Episódio: "Donovan Doe"                                 |
| 2010          | Parenthood                         | Amigo de Steve    | Episódio: "Team Braverman"                              |
| 2010          | NCIS: Los Angeles                  | Stefan Maragos    | Episódio: "Little Angels"                               |
| 2010          | True Jackson, VP                   | Harvey            | Papel recorrente; 2 episódios                           |
| 2011          | Greek                              | OX Pledge #1      | Papel recorrente; 2 episódios                           |
| 2011          | Suburgatory                        | Boy               | Episódio: "Charity Case"                                |
| 2012          | CeReality                          | Josh              | Episódio: "The Breakfast Table of Terror"               |
| 2014          | Gang Related                       | Andy Schiller     | Episódio: "Invierno Cayó"                               |
| 2015–2018     | The Thundermans                    | Wolfgang          | Papel recorrente                                        |
| 2016          | NCIS                               | Dean Campbell     | Episódio: "React"                                       |
| 2017–presente | Grey's Anatomy                     | Dr. Levi Schmitt  | Elenco Recorrente (14-15); Elenco Regular (16-presente) |
| 2018          | Grey's Anatomy: B-Team             | Dr. Levi Schmitt  | Websérie da ABC; 3 episodes                             |
| 2018-presente | Station 19                         | Dr. Levi Schmitt  | 6 Episódios; (Participação:1º-4º)                       |